# Reinhard Keiser

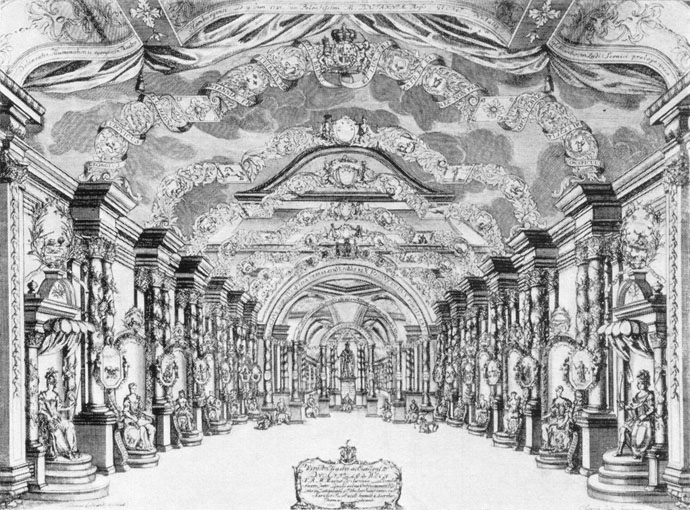
Ópera de Gänsemarkt (Hamburgo)

Reinhard Keiser (Teuchern, Alemania, 9 de enero de 1674 - Hamburgo, 12 de septiembre de 1739) fue un compositor de ópera popular alemana residente en Hamburgo. Escribió más de un centenar de óperas. En 1745, el crítico musical Johann Adolf Scheibe le considera igual a Johann Kuhnau, Georg Friedrich Händel y Georg Philipp Telemann (también en relación con la Opera de Hamburgo), pero su trabajo fue olvidado durante muchos decenios.

## Vida
Nació en Teuchern (actualmente Sajonia-Anhalt), hijo del organista y maestro Gottfried Keiser (nacido alrededor de 1650). Fue educado por otros organistas en la ciudad y después de los 11 años asistió a la Escuela de Santo Tomás (Thomasschule) en Leipzig, entre cuyos profesores figuraban Johann Schelle y Johann Kuhnau, antecesores directos de Johann Sebastian Bach. 
En 1694, se convirtió en compositor de la corte del duque de Brunswick-Wolfenbüttel, donde Keiser presentó su primera ópera, Procris und Cephalus. El mismo año, su ópera Basilius in Arkadien se representó en Hamburgo, que según señaló el músico coetáneo Johann Mattheson, "se recibió con gran éxito y aplausos". Este fue un período fructífero para él, pues no sólo compuso óperas, sino también arias, duetos, cantatas, serenatas y grandes oratorios. 
Hacia 1697 se instaló nuevamente en Hamburgo, y llegó a ser el principal compositor en el famoso Gaensemarktoper (ahora reconstruida como la Opera de Hamburgo) de 1697 a 1717. Entre 1703 y 1709, Keiser la convirtió de institución pública en una entidad comercial con dos o tres representaciones por semana, en contraste con las casas de óperas destinadas a la nobleza. 
En 1718, con la Opera de Hamburgo desaparecida, Keiser salió de Hamburgo a buscar otro empleo, yendo a Turingia y luego a Stuttgart. De este período sobreviven manuscritos de sonatas en trío para flauta, violín y bajo continuo. Durante el verano de 1721, regresó a Hamburgo, pero solo unas pocas semanas más tarde salió con el elenco de la ópera de Hamburgo rumbo a Copenhague. Entre 1721 y 1727, Keiser viajó una y otra vez entre Hamburgo y Copenhague, recibiendo el título de maestro de la Capilla Real de Dinamarca. 
Después de la disolución del elenco de la ópera en Dinamarca, Keiser regresó una vez más a Hamburgo, pero los cambios en su modus operandi le hicieron difícil repetir su éxito pasado. Han sobrevivido tres óperas del período comprendido entre 1722 y 1734. Siguieron siendo buenas las relaciones personales con Telemann, quien programó la escenificación de varias de las óperas de Kaiser.
A partir de 1728 reside definitivamente en Hamburgo, donde escribió música para la iglesia hasta su muerte en 1739.

## Obras (selección)

### Operas
(Primera representación en Hamburgo a menos que se anote lo contrario)
- Procris und Cephalus (1694 Brunswick), Singspiel en tres actos.
- [Basilius] Der königliche Schäfer, oder Basilius in Arcadien (1694), Singspiel en tres actos.
- Die wiedergefundenen Verliebten (1695 Salzthal/Salzdahlum), Schäferspiel en tres actos.
- Clelia (1695 Braunschweig), Singspiel en cinco actos.
- Circe, oder Des Ulysses erster Theil (1695, Brunswick), singspiel en tres actos.
- Penelope, oder Des Ulysses anderer Theil (1696, Brunswick), Singspiel en tres actos.
- Mahumet II. (1696), Trauerspiel en tres actos.
- [Adonis] Der geliebte Adonis (1697), Singspiel en tres actos.
- [Irene] Die durch Wilhelm den Grossen in Britannien wider eingeführte Irene (1698), Sing- und Tantz-Spiel en un acto, 13 escenas.
- Orpheus (1699, Brunswick), Singspiel en cinco actos.
- [Der güldene Apfel] Der aus Hyperboreen nach Cymbrien überbrachte güldene Apfel (1698), Singspiel? en tres actos.
- [Janus] Der bey dem allgemeinen Welt-Frieden von dem Großen Augustus geschlossene Tempel des Janus (1698), Singspiel en tres actos con epílogo.
- [Iphigenia] Die wunderbar errettete Iphigenia (1699), Singspiel en cinco actos.
- [Hercules und Hebe] Die [...] Verbindung des grossen Hercules mit der schönen Hebe [...] (1699), Singspiel en tres actos.
- Die Wiederkehr der güldnen Zeit ... (1699), Singspiel en tres actos.
- La forza della virtù oder Die Macht der Tugend (1700), Singspiel en tres actos.
- [Endymion/Phaeton] Der gedemütige Endymion (1700), Singspiel en tres actos.
- Störtebeker und Jödge Michels (2 partes, 1701; sólo queda el libreto), Singspiel en tres actos
- Der gestürzte und wieder erhöhte Nebukadnezar, König zu Babylon (1704)
- [Pomona] Sieg der fruchtbaren Pomona (1702), Singspiel en un acto, 18 escenas.
- [Claudius (Caesar)] Die verdammte Staat-Sucht, oder Der verführte Claudius (1703), Singspiel en tres actos.
- [Minerva] Die Geburt der Minerva (1703), Singspiel en tres actos.
- [Salomon] Die über die Liebe triumphirende Weißheit, oder Salomon (1703), Singspiel en tres actos, 7 arias de [G. C.] Schürmann.
- [Nebucadnezar] Der gestürzte und wieder erhöhte Nebucadnezar, König zu Babylon unter dem grossen Propheten Daniel (1704), Singspiel en tres actos.
- [Almira] Der in Krohnen erlangte Glücks-Wechsel, oder Almira, Königin von Castilien (1704), Singspiel en tres actos.
- [Octavia] Die römische Unruhe, oder Die edelmüthige Octavia (1705,) Singspiel en tres actos.
- [Lucretia] Die kleinmüthige Selbst-Mörderin Lucretia, oder Die Staats-Torheit des Brutus (1705), Trauerspiel musical en cinco actos.
- La fedeltà coronata, oder Die gekrönte Treue (1706), Singspiel en tres actos
- Die neapolitanische Fischer-Empörung oder Masaniello furioso (1706), drama musical en tres actos.
- [Sueno] La costanza sforzata. Die bezwungene [gezwungene] Beständigkeit, oder Die listige Rache des Sueno (1706), Singspiel en tres actos.
- [Carneval von Venedig] Der angenehme Betrug oder Der Carneval von Venedig (1707), Singspiel en tres actos.
- [Helena] La forza dell'amore oder Die von Paris entführte Helena (1709), Singspiel en tres actos.
- [Heliates und Olympia] Die blut-durstige Rache, oder Heliates und Olympia (1709), Singspiel en tres actos.
- Desiderius, König der Langobarden (1709), Schauspiel musical en cinco actos con prólogo y epílogo.
- [Arsinoe] La grandezza d'animo, oder Arsinoe (1710), Schauspiel musical en cinco actos.
- [Die Leipziger Messe] Le Bon Vivant, oder Die Leipziger Messe (1710), Sing- und Lustspiel en tres actos.
- [Aurora] Der Morgen des europäischen Glückes, oder Aurora (1710), Schäferspiel en cinco actos.
- [Julius Caesar] Der durch den Fall des großen Pompejus erhöhete Julius Caesar (1710), Singspiel en cinco actos.
- [Croesus] Der hochmütige, gestürzte und wieder erhabene Croesus (1711), Singspiel en tres actos.
- [Carolus V.] Die oesterreichische Großmuth, oder Carolus V. (1712), Schauspiel musical en tres actos con epílogo.
- [Diana/Cupido] Die entdeckte Verstellung, oder Die geheime Liebe der Diana (1712), Schäferspiel en tres actos.
- [Heraclius] Die wiederhergestelte Ruh, oder Die gecrönte Tapferkeit des Heraclius (1712), Singspiel en cinco actos.
- L'inganno fedele, oder Der getreue Betrug (1714), Schauspiel musical.
- Fredegunda (1715), Schauspiel musical en cinco actos.
- [Cato] L'Amore verso la patria. Die Liebe gegen das Vaterland, oder Der sterbende Cato (1711), Schauspiel musical en tres actos.
- Artemisia (1715), Singspiel en tres actos.
- Das römische April-Fest (1716), Lust- und Tantz-Spiel musical (1716 Hamburgo, Oper am Gänsemarkt)
- [Achilles] Das zerstörte Troja oder Der durch den Tod Helenens versöhnte Achilles (1716), Singspiel en cinco actos.
- [Julia] Die durch Verstellung und Großmuth über die Grausamkeit siegende Liebe, oder Julia (1717), Singspiel en cinco actos.
- Die großmütige Tomyris (1717), Singspiel en tres actos.
- [Trajanus] Der die Vestung Siebenbürgisch-Weissenburg erobernde und über die Dacier triumphierende Kayser Trajanus (1717), Singspiel en tres actos con epílogo.
- [Jobates und Bellerophon] Das bey seiner Ruh und Gebuhrt eines Printzen frolockende Lycien unter der Regierung des Königs Jobates und Bellerophon (1717), Singspiel en tres actos.
- Cloris und Tirsis (1721 Copenhague), ópera en tres actos.
- Die unvergleichliche Psyche (1722 Copenhague), Schauspiel musical en tres actos.
- Ulysses (1722 Copenhague), Singspiel en tres actos con prólogo.
- [Augustus] Der durch Großmuth und Gnade siegende Augustus (¿1722? Copenhague), Singspiel en tres actos con prólogo y epílogo.
- Der Armenier (1722 Copenhague), Singspiel?
- [Ariadne] Die betrogene und nachmals vergötterte Ariadne (1722), Singspiel en tres actos con prólogo.
- Sancio (1723)
- Bretislaus, oder Die siegende Beständigkeit (1725), Singspiel en tres actos con prólogo y epílogo.
- Der Hamburger Jahr-Markt, oder Der glückliche Betrug (1725), schertzhafftes Sing-Spiel en cinco actos.
- Die Hamburger Schlacht-Zeit, oder Der mißgelungene Betrug (1725), Singspiel en cinco actos con prólogo.
- Mistevojus (1726), Singspiel en cinco actos.
- [Jodelet] Der lächerliche Prinz Jodelet (1726), scherzthafftes Sing-Spiel en cinco actos.
- Lucius Verus, oder Die siegende Treue (1728), Singspiel en tres actos.
- Circe (1734), Singspiel en cinco actos.

Fuente: Operone

### Música instrumental
- 2 triosonatas
- Concierto para flauta

### Música sacra
- Der für die Sünde der Welt gemarterte und sterbende Jesus (1712)
- Passio secumdum Marcum (Pasión según San Marcos) (atribución dudosa, posiblemente de Friedrich Nicolaus Bruhns)